# Nowy cmentarz żydowski w Żelechowie

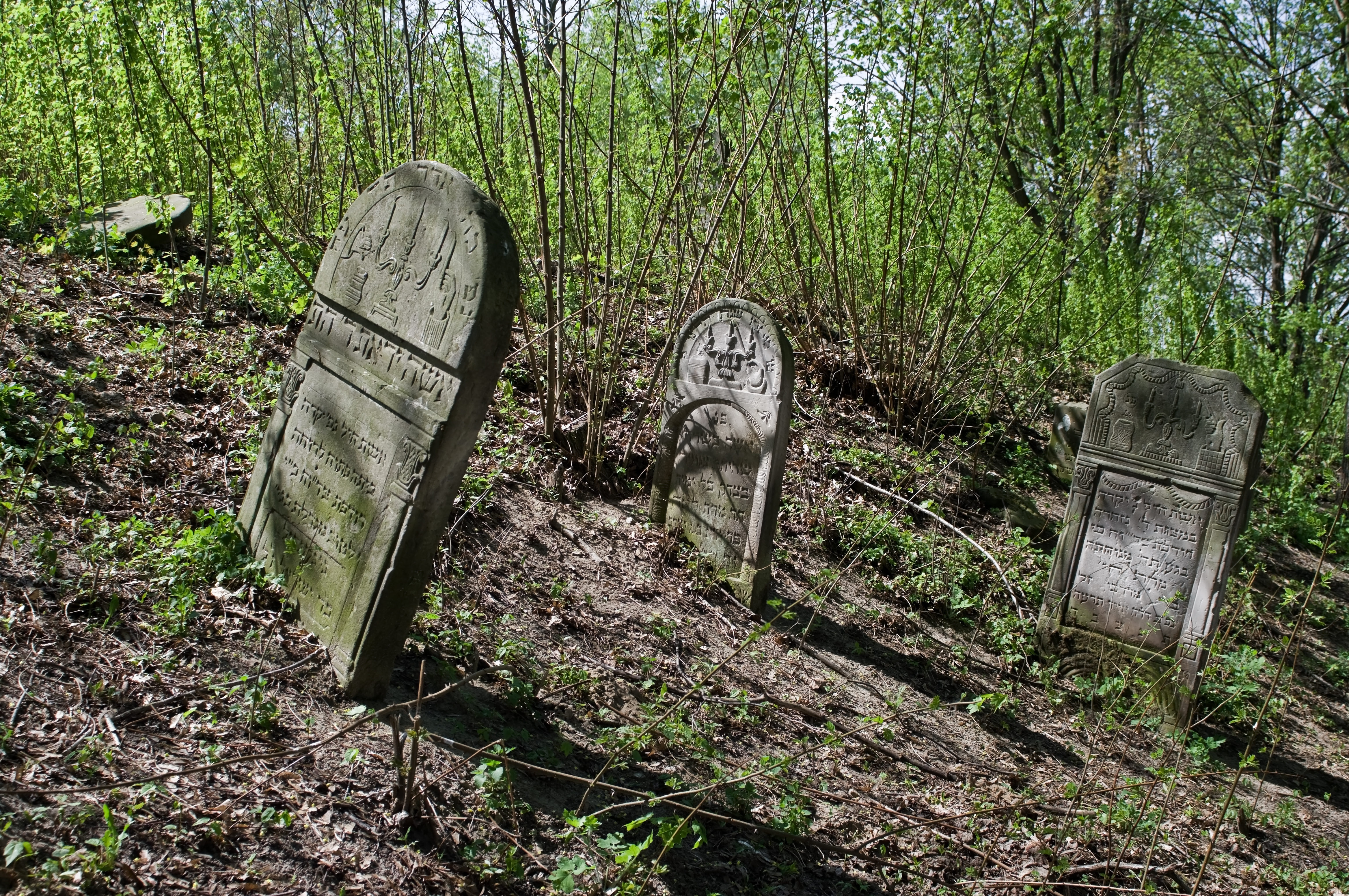
Macewy na cmentarzu żydowskim w Żelechowie

Nowy cmentarz żydowski w Żelechowie – znajduje się przy skrzyżowaniu ulic Reymonta i Chłopickiego. Zachowało się tam szacunkowo od 100 do 200 kamieni nagrobnych. Cmentarz ma powierzchnię około 2,26 ha.

## Historia

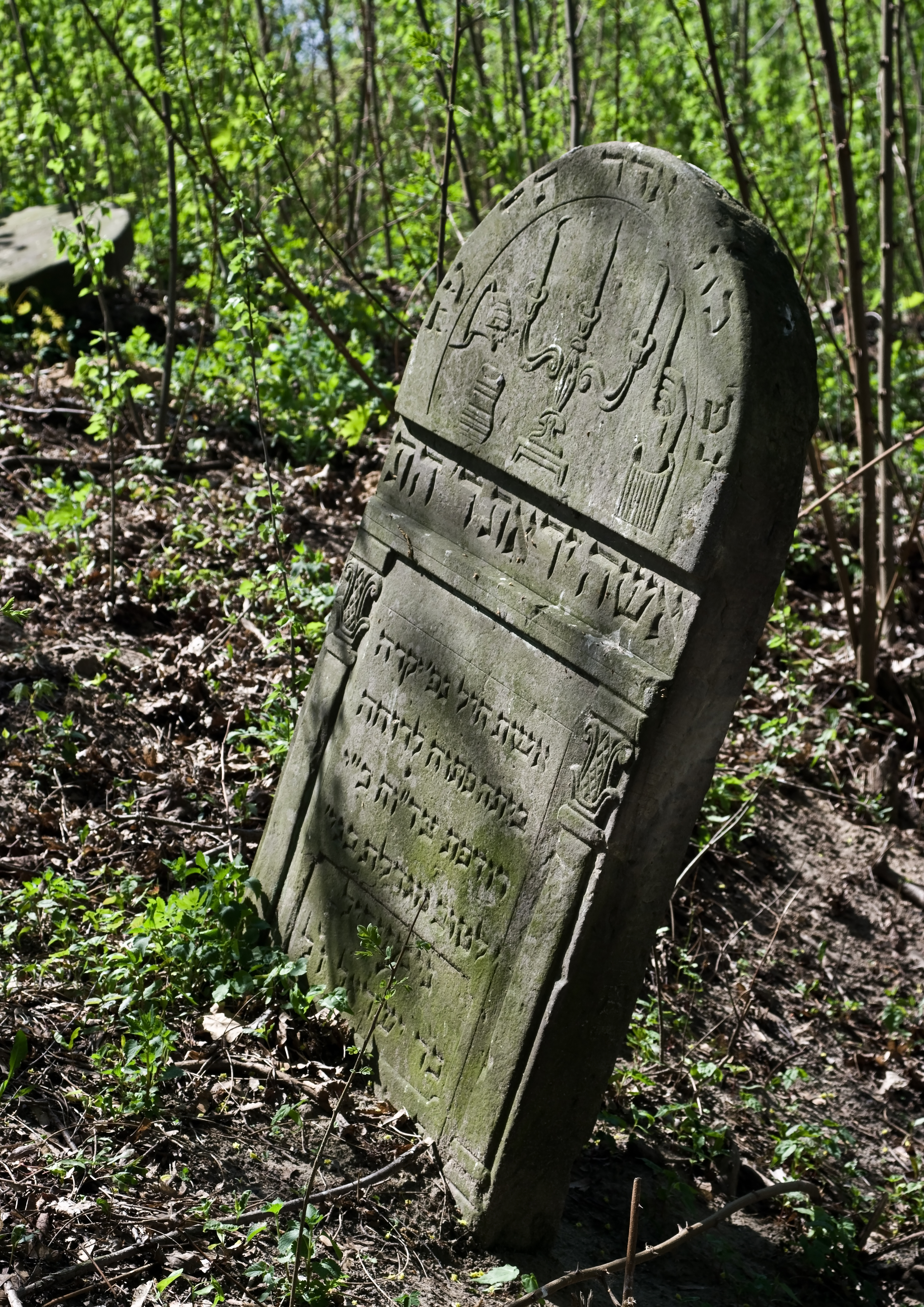
Macewa

Założony został w 1802 roku, jak wymóg sanitarny władz austriackich. Wcześniej Żydzi chowali zmarłych na starym cmentarzu w pobliżu synagogi w centrum miasta co mogło wywołać epidemię. W czasie II wojny światowej na kirkucie odbywały się egzekucje i masowe pochówki, m.in. 28 lutego 1943 roku hitlerowcy zamordowali tam kilkudziesięciu żydowskich rzemieślników pozostawionych w mieście po likwidacji getta. Ostatnich pochówków dokonywano tam jeszcze w kilka lat po wojnie. Były to pogrzeby ciał ekshumowanych z terenu powiatu.

## Cmentarz
W pobliżu ulicy Chłopickiego znajdują się głównie granitowe nagrobki z głazów, z napisami, bez płaskorzeźb. Jest to prawdopodobnie najstarsza część cmentarza. W środkowej części cmentarza pozostały tylko resztki wyłamanych płyt nagrobnych. Natomiast w części przy ulicy Reymonta znajduje się kilkanaście macew wykonanych z piaskowca. We wschodnim końcu cmentarza znajduje się także współczesny nagrobek z 1990 roku wystawiony przez rodzinę z Izraela zmarłemu w 1943 roku. Dawniej całość była ogrodzona, obecnie pozostały tylko resztki ogrodzenia. Na cmentarzu znajdował się dom przedpogrzebowy.